# Razif Sidek
Razif Sidek (Banting, 29 de maio de 1962) é um ex-jogador de badminton malaio, medalhista olímpico, especialista em duplas.

## Carreira
Razif Sidek representou seu país nos Jogos Olímpicos de Verão de 1992, conquistando a medalha de bronze, nas duplas em 1992, com a parceria de seu irmão Jalani Sidek.